# 克苏鲁的呼唤：官方游戏
《克蘇魯的呼喚：官方遊戲》是一款由Cyanide開發的角色扮演恐怖遊戲。該遊戲由Focus Home Interactive定於2018年在Microsoft Windows、PlayStation 4和Xbox One平台上發行。《克蘇魯的呼喚》以半開放世界的場景為特色，並將洛式恐怖和心理恐怖的主題融合至包含著調查和隱蔽元素的故事中。它的風格靈感來自H·P·洛夫克拉夫特的1928年短篇小說《克蘇魯的呼喚》，同時也是改編自1981年的同名角色扮演遊戲。

## 劇情
故事敘述私家偵探愛德華·皮爾斯前往麻薩諸塞州波士頓當地的黑水島附近調查某位藝術家及其整個家庭的死亡時，卻意外發現神秘的神靈克蘇魯即將復活……

## 開發
2014年1月16日，發行商Focus Home Interactive透過Twitter宣布，電子遊戲開發商Frogwares正在開發一款遊戲。他們還宣布將在PC和「下一代遊戲機」發行這款遊戲。同月，Frogwares的一名發言人說，該遊戲還處於「早期發展」的階段。他們指出，遊戲將會把重點放在恐怖場景的調查上，並利用他們開發《福爾摩斯冒險史系列》的經驗來製作。Frogwares還透露，他們正在和多位寫過1981年角色扮演遊戲《克蘇魯的呼喚》的編劇們合作。
經過了兩年的無動靜後，該遊戲被認為可能已取消，直到Focus Home於2016年2月再次宣布，這款遊戲現正改由Cyanide製作，並預計於2017年發行。他們透露，這遊戲是款半開放世界的調查型角色扮演遊戲，並具有隱蔽與心理恐怖的元素。此外，該遊戲的遊戲引擎為虚幻引擎4。相較於H·P·洛夫克拉夫特的1928年短篇小說《克蘇魯的呼喚》，該遊戲更接近於《克蘇魯的呼喚》的紙筆遊戲。
Focus Home Interactive於2016年6月10日在E3 2016前釋出了首支預告片。2017年1月19日，官方釋出了一支「瘋狂深度（Depths of Madness）」的預告片。《克蘇魯的呼喚》最初計劃於2017年在PC、PlayStation 4和Xbox One平台上發行；但於2017年9月，該遊戲的發行日被延遲至2018年。遊戲最終定於2018年10月30日上市，並釋出數支遊戲宣傳片。

## 外部連結
- 官方网站
- Call of Cthulhu於Focus Home Interactive（英语：Focus Home Interactive）上